# Le Bourg
Le Bourg là một xã thuộc tỉnh Lot trong vùng Occitanie phía tây nam nước Pháp. Xã này nằm ở khu vực có độ cao trung bình 360 mét trên mực nước biển.